# آستون مارتن دي بي 11
آستون مارتن دي بي 11 هي سيارة سياحية  من إنتاج شركة آستون مارتن البريطانية، تم الكشف عنها لأول مرة في 2016.